# Detroit
|  | Per a altres significats, vegeu «Detroit (desambiguació)». |

Detroit és una ciutat del Comtat de Wayne, a l'estat de Michigan dels Estats Units. Segons el cens de 2003, el nucli de la ciutat tenia 911.000 habitants, i comptant amb els voltants, 5,5 milions. És la vuitena ciutat quant a població dels Estats Units. Entre el llac Saint Claire i el llac Erie, alberga a les tres grans firmes d'automòbils americanes. Són la General Motors, la Ford Motor Company, i la central de Daimler Chrysler. Detroit també és emblemàtica pel so Motown, que va ésser una gran influència per a la música punk i techno. Fundada el 1701 per comerciants de pells francesos, qui van anomenar la ciutat París de l'oest a finals del segle xix per la seva arquitectura. Durant el segle xx va sorgir altres malnoms, com Rock City (Ciutat Rock), La D, Ciutat-D, Hockeytown (Ciutat Hoquei), i La 313 (Número que és el seu prefix telefònic local).
El 2005, Detroit va estar situada com l'onzena ciutat més poblada dels Estats Units, amb 886.675 habitants. El nom de Detroit de vegades es refereix a l'Àrea Metropolitana de Detroit (o en anglès Metro Detroit), una regió que té una població de 4.468.966 habitants per a l'Àrea Metropolitana Estadística i una població de 5.410.014 per al comtat nou de l'Àrea Combinada Estadística, segons les estimacions de l'Oficina del Cens 2006. L'àrea de Windsor-Detroit, una baula comercial crítica que es troba sobre la frontera entre Canadà i els Estats Units té una població total d'aproximadament 6.000.000.
Encara que Detroit lluiti contra problemes econòmics, els esforços recents per a revitalitzar el centre de la ciutat han donat els seus fruits. No obstant això, alguns veïnatges fora del districte central de negocis s'han vist arruïnats a causa d'aquesta situació, derivant que la població de la ciutat ha seguit disminuint en el segle xxi.

## Història
El nom de la ciutat ve del Riu de Detroit (en francès Rivière du Détroit), que vol dir «Riu de l'Estret», que uneix el Llac St. Clair amb el Llac Erie. Pujant el Riu de Detroit sobre el vaixell Le Griffon (de propietat de La Salle), el Pare Louis Hennepin va notar la riba del riu del nord com una ubicació ideal per a un assentament. Allà, el 1701, l'oficial francès Antoine Laumet de la Mothe Cadillac va fundar un establiment anomenat Fort Détroit, nomenant-lo després el Comte de Pontchartrain, Ministre de Marina de Lluís XIV. Francois Marie Picoté, Senyor de Belestre (Montreal 1719 - 1793) va ser l'últim comandant francès en el Fort Detroit (1758-1760), rendint el fort el 29 de novembre de 1760 als britànics.
Durant la Guerra Franco-Índia, les tropes britàniques van guanyar el control del fort el 1760 i li van escurçar el nom a Detroit. Diverses tribus conduïdes pel Cap Pontiac, un líder d'Ottawa, van portar a terme la Rebel·lió de Pontiac (1763), incloent un lloc del Fort Detroit. Parcialment en resposta a això, la britànica Proclamació Reial de 1763, va incloure restriccions en territoris indis no cedits. Detroit va passar als Estats Units conforme al Tractat (1796) d'Arrendament. El 1805, el foc va destruir la major part de l'assentament. El dipòsit del riu i les xemeneies de maó de les cases de fusta van ser les úniques estructures que van sobreviure al desastre. La bandera de la ciutat de Detroit reflecteix en el seu disseny la seva herència francesa.

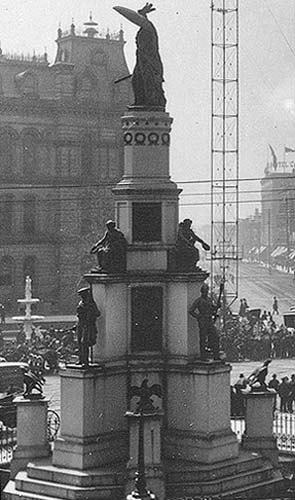
Monument als soldats i mariners de Michigan de la Guerra Civil amb l'antic Detroit City Hall al fons.

A partir de 1805 fins al 1847, Detroit va ser cabdal de Michigan. Com que la ciutat es va ampliar, la disposició dels carrers va seguir un pla desenvolupat per Augustus B. Woodward, President del tribunal de Justícia del Territori de Michigan. Detroit va caure en mans de tropes britàniques durant la Guerra de 1812 en el Setge de Detroit, sent reconquistada pels Estats Units el 1813 i incorporada com una ciutat el 1815. Abans de la Guerra Civil dels Estats Units, l'accés de la ciutat a la frontera canadenca el va fer una desocupada clau al llarg del ferrocarril subterrani.
Molts detroitins es van oferir per a lluitar durant la Guerra Civil dels Estats Units. Després de la mort del President Abraham Lincoln, George Armstrong Custer va lliurar un elogi als milers d'ajuntats a prop del Campus Martius Park. Custer va conduir la Brigada Michigan durant la Guerra civil nord-americana i els va anomenar "Wolverines".
Moltes mansions i edificis de la Gilded Age de Detroit van sorgir cap a finals del segle xix. La ciutat es va fer coneguda llavors com el "París de l'oest" a causa de la seva similar arquitectura. Estratègicament localitzat al llarg de la via fluvial dels Grans Llacs, Detroit va sorgir com una zona de transport. La ciutat havia crescut regularment a partir dels anys 1830 amb l'augment del transport, la construcció de vaixells i indústries manufactureres. El 1896, gent rica i pròspera va incitar a Henry Ford a construir el seu primer automòbil en un taller llogat sobre l'Avinguda Mack, i el 1904, el Model T va ser produït. La indústria fabricadora de Ford, al costat d'altres pioners automotrius com William C. Durant, els germans Dodge, i Walter Chrysler, van reforçar a l'Estat de Detroit com la cabdal del món de l'automòbil.
Amb les fàbriques va venir la lluita del treball, que culmina als anys 1930 quan els Treballadors Units Automotrius es van involucrar en discussions amargues amb els fabricants d'automòbils de Detroit. L'activisme laboral d'aquells anys va portar a la notorietat a líders gremialistes com Jimmy Hoffa i Walter Reuther. Els anys 1940 van veure la construcció de la primera autopista urbana sota terra del món, la Davison i el creixement industrial durant la Segona Guerra Mundial va significar al sobrenom a Detroit com l'Arsenal de la Democràcia.

## Geografia

### Topografia

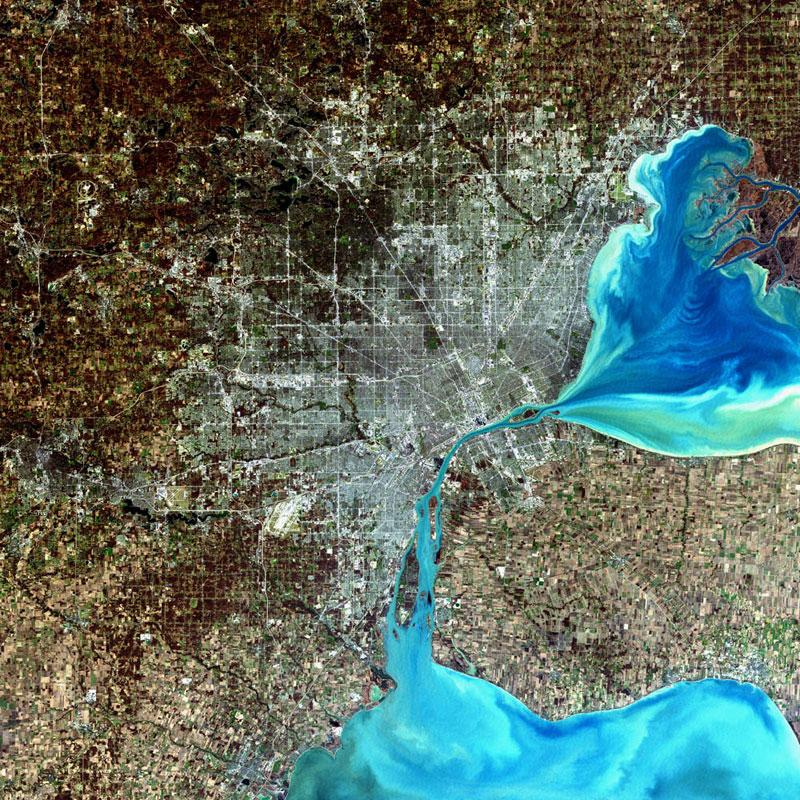
Una imatge de satèl·lit acolorida artificialment de Detroit

Segons l'Oficina del Cens dels Estats Units, la ciutat té una àrea total de 143,0 milles quadrades (370,2 quilòmetres²); d'aquesta superfície, 138,8 milles quadrades (359,4 quilòmetres²) són terra i 4,2 milles quadrades (11 quilòmetres²) són d'aigua. L'elevació més alta a Detroit és al veïnatge del Districte de la Universitat en el nord-oest de Detroit, just a l'oest de Palmer Park que se situa en una altura de 670 peus (204 m). L'elevació més baixa de Detroit és al llarg de la seva riba que se situa a una altura de 579 peus (176 m).

### Clima
Detroit i la resta del sud-est de Michigan tenen un clima típic del mig oest temperat estacional, que està sota la influència dels Grans Llacs. Els hiverns són freds amb nevades moderades, però les temperatures molt rares vegades queden per sota dels -17 °C. Les temperatures estiuenques habitualment excedeixen els 32 °C. La mitjana de precipitacions mensuals és d'aproximadament de dues a quatre polzades (50 a 100 mm). Les nevades, que típicament ocorren de novembre a principis d'abril, cobreixen d'1 a 10 polzades (2,5 a 25 cm) al mes. La temperatura registrada més alta va ser de 39 °C el 25 de juny de 1988, mentre que la temperatura més baixa registrada va ser de -27.0 °C el 19 de gener de 1994.

## Paisatge urbà

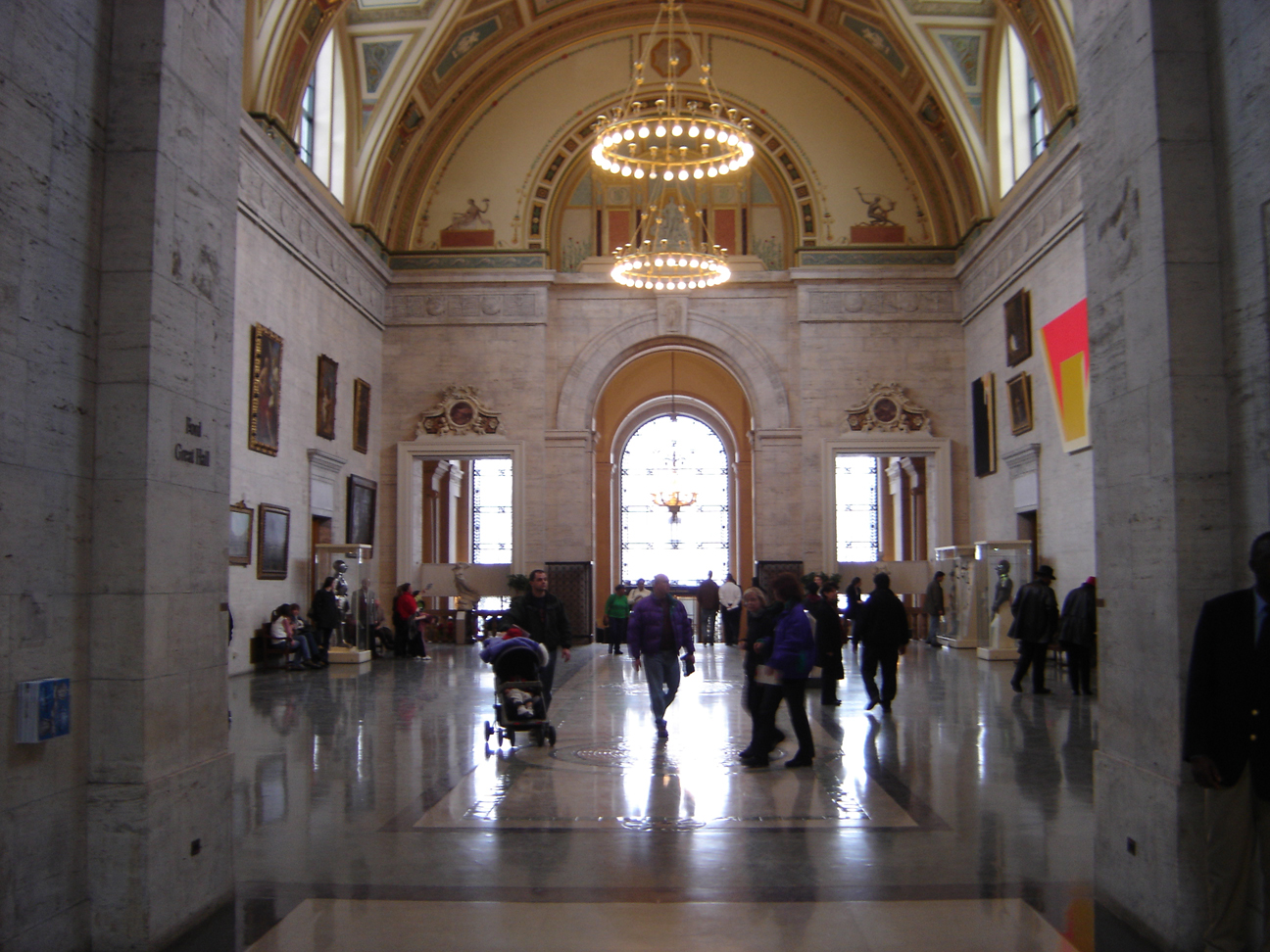
Institut d'Arts de Detroit

### Arquitectura
El panorama dels molls de Detroit mostra una varietat d'estils arquitectònics. El passat s'entrellaça amb el present com en la barreja dels històrics gratacels d'Art déco amb les agulles postmodernes neogòtiques de la Torre Comerica del Centre de Detroit (1994). Juntament amb el Renaissance Center, formen els emblemes de la ciutat. Els exemples de l'estil d'Art déco inclouen en el Guardian Building i el Penobscot Building del centre de la ciutat, així com el Fischer Building i el Cadillac Place en el Nou Centre, àrea prop de la Universitat de l'Estat de Wayne. Entre les estructures prominents de la ciutat destaquen el primer Fox Theatre nacional, el Detroit Opera House, i l'Institut d'Arts de Detroit.

### Barris
Detroit té molts barris i districtes històrics que contribueixen a la seva qualitat de vida. Diversos veïnatges i districtes estan catalogats en el Registre Nacional de Llocs Històrics, com el Parc de Lafayette, part del districte residencial Mies van der Rohe. Els dissabtes, aproximadament 45.000 persones fan compres en l'històric Mercat Oriental de la ciutat. El Centre de la ciutat i l'àrea del Nou Centre estan centrades al voltant de la Universitat de l'Estat de Wayne i l'Hospital Henry Ford. El centre de la ciutat té aproximadament 50.000 residents, atraient milions de visitants cada any als seus museus i centres culturals; per exemple, el Festival Detroit de les Arts en el centre de la ciutat atreu a aproximadament 350.000 persones. La Universitat Commons-Palmer Park en el districte nord-oest de Detroit està a prop de la Universitat Detroit Mercy i el Col·legi Marygrove i té barris històrics, incloent Palmer Woods, Sherwood Forest, i Green Acres.

## Cultura
Detroit també és emblemàtica pel so Motown, que va ser una gran influència per a la música punk i techno.
S'ha dit que és la ciutat del rock per una cançó famosa escrita pel grup Kiss i titulada com a "Detroit Ciutat del Rock" (Detroit Rock City). El seu equip professional de bàsquet són els Pistons. El beisbol, té a l'equip dels Tigers. En futbol americà, l'equip dels Lions juga en el camp platejat conegut com el "Ford Field", en el centre de la ciutat. L'equip d'hoquei són els Red Wings.

## Economia

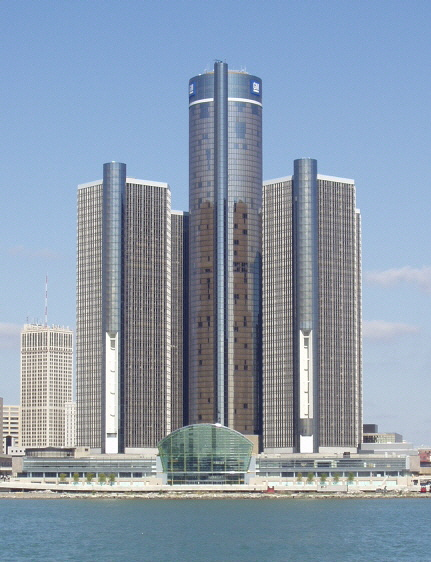
El Renaissance Center és la seu mundial de General Motors

Detroit i la regió circumdant constitueixen un poderós nucli industrial del país, ja que en aquesta ciutat es troben els Tres Grans de la indústria automobilística nord-americana. La ciutat és un centre important per al comerç mundial amb oficines de grans empreses internacionals que tenen les seves oficines tant a Detroit com a Windsor. Aproximadament 80.000 persones treballen en el centre de Detroit. Hi ha centenars d'oficines i plantes en el negoci dels articles utilitzats en la confecció dels automòbils: parts, electrònica i proveïdors de disseny. La indústria d'automòbils domèstics contribueix directament i indirectament amb una de cada deu ocupacions als Estats Units. L'àrea és també una font important d'oportunitats de treball per a l'enginyeria. Un estudi de la Societat de Transport de Frontera del 2004 va mostrar que 150.000 ocupacions en la regió de Windsor-Detroit i 13 mil milions de dòlars en la producció anual que depenen a la ciutat del pas internacional de la frontera de Detroit.
Amb la seva dependència en la indústria automobilística, l'àrea de Detroit és més vulnerable als cicles econòmics que la majoria de les ciutats grans. Una alça en la fabricació d'automòbils que usa la tecnologia de robots, el treball barat en altres parts del món, i l'augment de la competència ha conduït a una transformació de certs tipus d'ocupacions a la regió. El febrer del 2007, la taxa de l'atur en el Detroit metropolità era del 6,7 per cent.
La ciutat de Detroit es declarà en fallida amb un deute de 20.000 milions de dòlars, després que el govern del President dels Estats Units Barack Obama s'hagués negat a rescatar-la.

## Demografia
| Ciutat de Detroit Censos Passats |           |          |          |
| Any                              | Població  | Variació | Rànquing |
| 1820                             | 1.422     | -        | -        |
| 1830                             | 2.222     | 56,0%    | -        |
| 1840                             | 9.102     | 309,6%   | 40       |
| 1850                             | 21.019    | 130,9%   | 30       |
| 1860                             | 45.619    | 117,0%   | 19       |
| 1870                             | 79.577    | 74,4%    | 18       |
| 1880                             | 116.340   | 46,2%    | 18       |
| 1890                             | 205.876   | 80,0%    | 15       |
| 1900                             | 285.704   | 38,8%    | 13       |
| 1910                             | 465.766   | 63,0%    | 9        |
| 1920                             | 993.678   | 113,3%   | 4        |
| 1930                             | 1.568.662 | 57,9%    | 4        |
| 1940                             | 1.623.452 | 3,5%     | 4        |
| 1950                             | 1.849.568 | 13,9%    | 5        |
| 1960                             | 1.670.144 | -9,7%    | 5        |
| 1970                             | 1.514.063 | -9,3%    | 5        |
| 1980                             | 1.203.368 | -20,5%   | 6        |
| 1990                             | 1.027.974 | -14,6%   | 7        |
| 2000                             | 951.270   | -7,5%    | 10       |
| 2005 (est.)                      | 886.671   | -6,7%    | 11       |

La població de Detroit va augmentar més de sis vegades durant la primera meitat del segle xx, alimentada en gran part per una afluència d'emigrants provinents d'Europa Oriental i del Sud -tant blancs com negres- qui van venir per a treballar en la recent indústria automobilística. Per al cens de l'any 2000, havia 951.270 persones, 336.428 cases, i 218.341 famílies que residint en la ciutat. La densitat de població era de 6.855,1 persones per milla quadrada (2,646.7/quilòmetre²). Havia 375.096 unitats d'allotjament amb una densitat mitjana de 2,703.0 unitats per milla quadrada (1,043.6/quilòmetre²). Cap a 2005, la població de *Detroit havia disminuït a 886.675 habitants, representant una pèrdua del 6,8% de la població respecte al Cens de l'any 2000.
La ciutat de Detroit ha experimentat el seu principal canvi demogràfic en els seus barris. La seva població va caure en picat des del 1950, que tenia 1.849.568 habitants, fins a arribar a 886.675 el 2005. Això està en part atribuït a la construcció d'un sistema d'autopistes extens durant els anys 1950 i el vol blanc de la recollida dels nens amb autobús escolar ordenada per un tribunal durant els anys 1970. La població de la ciutat va caure entre ciutats nord-americanes més poblades, des del quart a l'onzè lloc.
Cap al 2001, la ciutat de Detroit tenia afroamericans en un 81,55 per cent, un 12,26 per cent de blancs, 0,33 per cent de nadius americans, asiàtics en un 0,97 per cent, 0,03 per cent d'illencs del pacífic, el 2,54 per cent d'altres races, i el 2,32 per cent de dos o més races. El 4,96 per cent de la població era hispà o llatinoamericà de qualsevol raça. La població nascuda a l'estranger de la ciutat vorejava el 4,8 per cent.

## Llei i govern

### Delinqüència
Segons un estudi de l'any 2005, la delinqüència en el centre de Detroit és molt inferior al nacional, estatal i als termes mitjans de metre.
De totes maneres el crim ciutadà en la perifèria han portat la notorietat del tema. El 2005, la ciutat tenia el sisè nombre més alt de crims violents entre les vint-i-cinc ciutats més grans del país.
En els anys 1980 i a principis dels anys 1990, la ciutat va afrontar els incendis intencionats de cases abandonades cada any durant l'anomenada Nit del Diable, la nit anterior a Halloween. Un gran esforç voluntari anomenat la Nit de l'Àngel ha controlat la situació. Sota l'administració de l'Alcalde Kwame Kilpatrick, la ciutat ha accelerat la demolició dels edificis abandonats.
L'any 2000, la ciutat va sol·licitar una investigació al Ministeri de Justícia dels Estats Units al Departament de Policia de Detroit després d'haver conclòs el 2003 la seva participació quant a la seva participació en violacions dels drets civils. La ciutat va continuar amb una reorganització major del Departament de Policia de Detroit.

## Educació
Amb 116.800 estudiants, el districte d'Escoles Públiques de Detroit (DPS) és el districte escolar més gran de Michigan i consisteix en 220 escoles. La ciutat també compta amb un nombre important d'escoles charter (concertades) i escoles privades, així com escoles parroquials catòliques, controlades per l'Arxidiòcesi de Detroit.

## Persones il·lustres
- Tom Selleck. Actor i productor de cinema.
- Ralph Bunche (1904-1971) politòleg i diplomàtic, Premi Nobel de la Pau de 1950.
- Robert James Shiller (1946 -) economista, Premi Nobel d'Economia de 2013.
- Henry Ford II (1917 - 1987) empresari
- John DeLorean (1925-2005) empresari automobilistic